# Museu Dom José
O Museu Diocesano Dom José (Museu Dom José) é uma instituição museológica localizada na cidade brasileira de Sobral, no Ceará. O museu pertence à Diocese de Sobral, sendo composto por 36 salas com os mais diversos temas, desde imagens sacras, até indumentárias, coleções numismáticas, documentos antigos, paliteiros, liteiras, instrumentos utilizados em castigos de escravos, lavatórios, penicos, sopeiras, talheres, instrumentos musicais, fósseis etc. Ele é considerado o quinto museu de arte sacra mais importante do Brasil, com mais de trinta mil peças em seu acervo. Possui um público bem eclético, onde as visitações podem ser feitas individualmente, em família, turmas de escola, recebendo crianças, jovens, adultos e idosos.
Fundado pelo bispo diocesano Dom José Tupinambá da Frota (primeiro bispo de Sobral) em 29 de março de 1951, o museu está instalado num palacete de estilo luso-brasileiro construído em 1844 pelo major João Pedro Bandeira de Melo, foi comprado por Dom José e instalada a Residência Episcopal antes de se tornar um Museu, atualmente sendo considerado patrimônio cultural de Sobral e um dos pontos mais procurados por turistas quando visitam a cidade.
O Museu, apesar de privado, possui parcerias  com Instituições públicas, como por exemplo, a Universidade Estadual Vale do Acaraú, onde são realizados estágios na área de História, pedagogia, biologia, etc. Além disso, existem ações pedagógicas que as vezes são realizadas com público da comunidade.
Atualmente o Museu se encontra em reforma.